# Cody Rhodes
Pour les articles homonymes, voir Rhodes et Runnels.
Cody Garrett Runnels (né le 30 juin 1985 à Marietta (Géorgie)) est un catcheur (lutteur professionnel) américain. Il travaille actuellement à la World Wrestling Entertainment, dans la division SmackDown, sous le nom de Cody Rhodes, où il est l'actuel champion incontesté de la WWE.
Il est connu pour avoir déjà travaillé à la WWE sous ce même nom de 2006 à 2014, puis sous le nom de « Stardust » de 2014 à 2016.
Il est également connu pour son travail à la All Elite Wrestling, où il était à la fois catcheur et vice-président exécutif de la fédération.
Fils du catcheur et booker Dusty Rhodes et demi-frère de Goldust, il s'entraîne à l'Ohio Valley Wrestling (OVW) et y débute en 2006 sous son véritable nom. Il y devient le premier catcheur à avoir réalisé la Triple Couronne en détenant durant son passage à l'OVW le championnat par équipe du Sud de l'OVW à deux reprises avec Shawn Spears, le championnat poids-lourds et la ceinture de champion Télévision. Il rejoint la WWE en 2006 et y remporte deux fois le championnat intercontinental de la WWE,, trois fois le championnat du monde par équipes de la WWE (une fois avec Hardcore Holly et deux fois avec Ted DiBiase) et trois fois le championnat par équipe de la WWE (une fois avec Drew McIntyre et deux fois avec son demi-frère Goldust,). Il quitte la WWE en mai 2016 puis part travailler sur le circuit indépendant.
Il remporte son premier titre mondial au sein de la Ring of Honor en 2017 et le NWA World Heavyweight Championship en 2018.
En mars 2022, il revient à la WWE. L'année suivante, en 2023, il remporte le Royal Rumble, mais il échoue quelques mois plus tard contre Roman Reigns dans le main-event de WrestleMania 39 dans un match pour les titres de la WWE et universel. En 2024, il remporte le Royal Rumble pour la seconde année consécutive et affronte à nouveau Roman Reigns lors de WrestleMania XL, qu'il bat cette fois-ci, devenant ainsi pour la première fois de sa carrière Champion de la WWE.

## Jeunesse
La famille Runnels est célèbre dans le milieu du catch américain avec son père qui se fait appeler Dusty Rhodes qui est un ancien champion du monde poids-lourds de la National Wrestling Alliance, un demi-frère Dustin connu sous le nom de Goldust. Deux de ses oncles sont aussi catcheurs : Jerry Sags qui est un des membres des Nasty Boys et Fred Ottman plus connu sous le nom de Typhoon et son parrain est Magnum T.A.. Il pratique la lutte et remporte à deux reprises le championnat de l'état de Géorgie dans la catégorie des moins de 189 lb (86 kg).

## Carrière

### World Wrestling Entertainment (2006-2016)

#### Ohio Valley Wrestling (2006-2007)

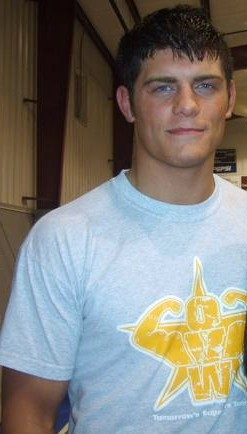
Cody Rhodes à l'OVW en 2007.

En 2006, Runnels commence à s'entraîner pour devenir catcheur auprès de son père et d'Al Snow au sein de l'Ohio Valley Wrestling (OVW), une fédération du Kentucky qui sert de club-école à la World Wrestling Entertainment (WWE). Il participe à son premier match sous son véritable nom et il fait équipe avec Chet The Jett, Kasey James, Mo Sexton et Roadkill (en) et ensemble ils battent Deuce, Domino, Jack Bull, Pat Buck et Rahim. Son premier match simple a lieu le 28 juin durant l'enregistrement de l'émission du 1er juillet qu'il gagne face à Vic Devine,. Il fait équipe avec Shawn Spears avec qui il détient le championnat par équipe du Sud de l'OVW du 18 octobre après leur victoire sur Deuce et Domino.

#### Débuts et alliance avec Hardcore Holly (2007-2008)
Cody Runnels fait ses débuts télévisés à la WWE en le 2 juillet 2007, sous le nom de Cody Rhodes dans un segment avec son père Dusty Rhodes et Randy Orton, où ce dernier montre de l’irrespect pour le jeune Cody Rhodes. Le 16 juillet, Cody perd son premier match contre Randy Orton.
Après avoir fait quelques matchs solo contre Hardcore Holly, il s'associe avec lui après avoir gagné le respect de ce dernier. L'équipe entre en rivalité avec Lance Cade et Trevor Murdoch pour le World Tag Team Championship. Le 10 décembre, lors du 15e anniversaire de Raw, Cody et Hardcore Holly battent Lance Cade et Trevor Murdoch et deviennent les nouveaux World Tag Team Champions[réf. nécessaire]. Ce fut le premier titre de Cody à la WWE.

#### Priceless et The Legacy (2008-2010)

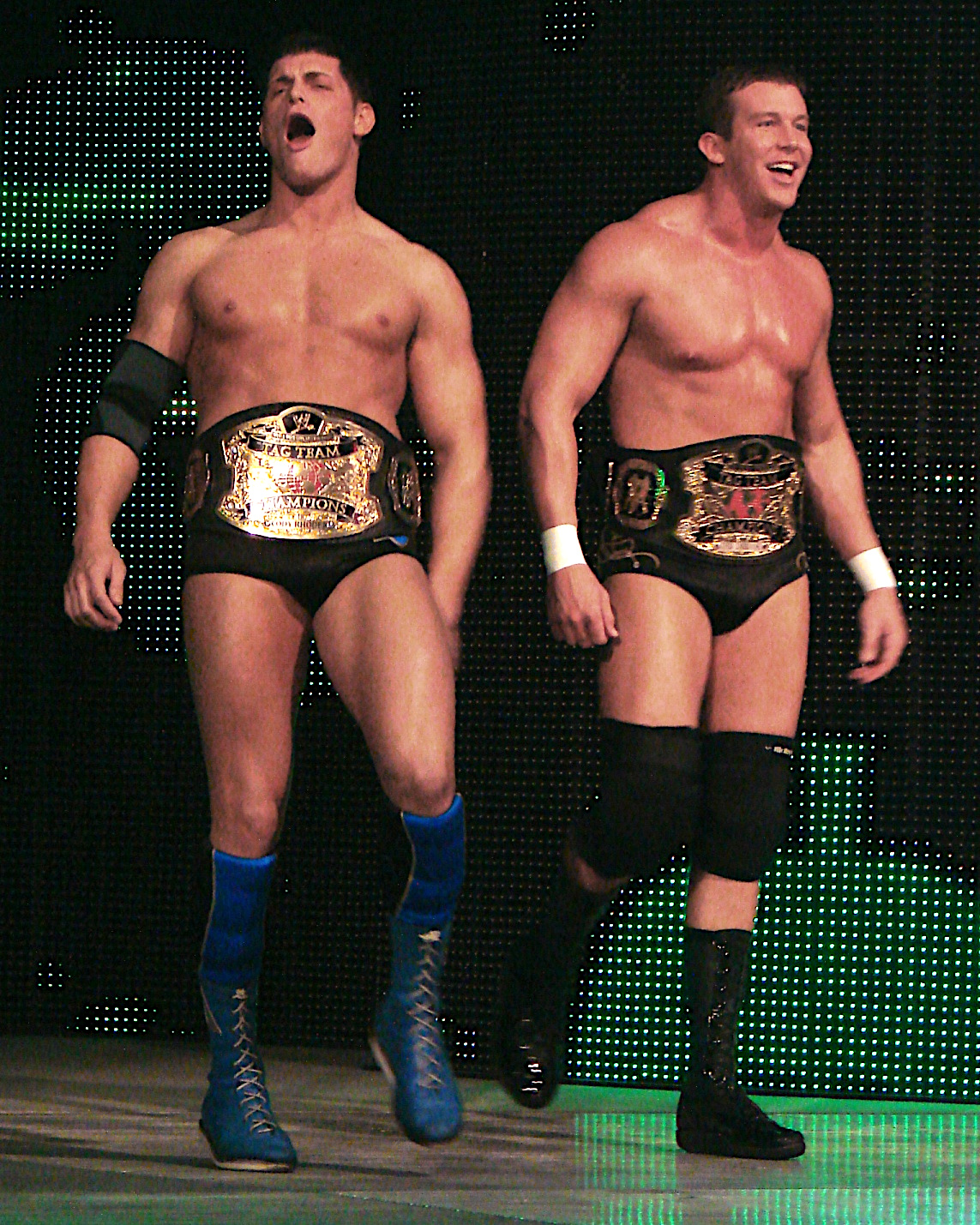
Priceless : Cody Rhodes (à gauche) et Ted DiBiase (à droite) en tant que Champions du monde par équipes de la WWE.

Le 29 juin 2008 à Night of Champions, il trahit Hardcore Holly et regagne les titres avec Ted DiBiase, Jr.[réf. nécessaire], il fait donc un Heel turn. Le 4 août à RAW, ils perdent leurs titres face à Batista et John Cena avant de les regagner la semaine suivante, après que ces derniers se sont disputés. Lors d'Unforgiven, ils conservent leurs ceintures contre la Cryme Tyme[réf. nécessaire], avant de les perdre le mois suivant lors du RAW du 27 octobre contre CM Punk et Kofi Kingston.
Lors du RAW du 5 janvier 2009, il entre officiellement dans la Legacy avec Ted DiBiase et Randy Orton.

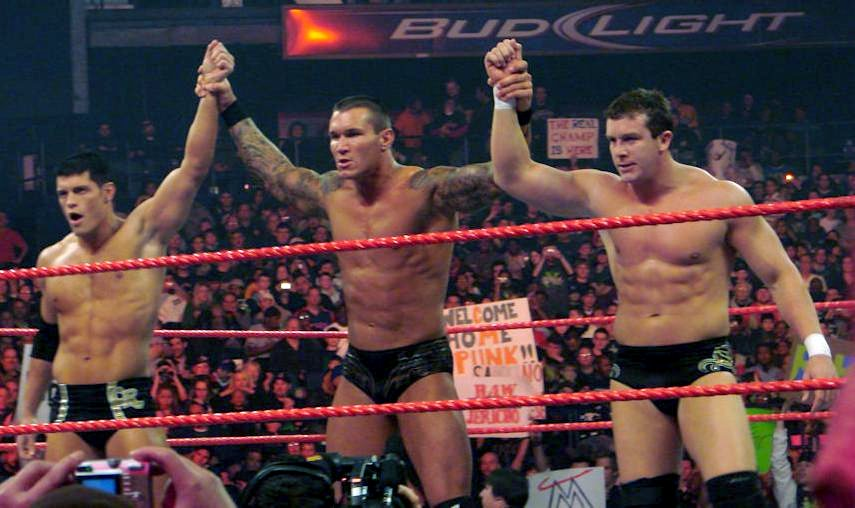
Cody Rhodes (à gauche) au sein de The Legacy avec Randy Orton (au milieu) et Ted DiBiase (à droite).

Il perd au Royal Rumble au profit de Randy Orton. Lors de Backlash, The Legacy battent Triple H, Shane McMahon et Batista, permettant à Randy Orton de remporter le WWE Championship[réf. nécessaire].
Lors de The Bash, lui et DiBiase perdent face aux Colóns (Carlito & Primo) et à Chris Jericho et Edge dans un match pour les titres par équipes au profit de ces derniers[réf. nécessaire]. Lors de Night of Champions, lui et Ted DiBiase perdent contre Chris Jericho et Big Show pour les Unified Tag Team Championship[réf. nécessaire].
DiBiase et lui se lance ensuite dans une rivalité avec Triple H et Shawn Michaels. Ils perdent à SummerSlam face à ces derniers[réf. nécessaire], avant de gagner à Breaking Point[réf. nécessaire], puis de perdre à nouveau contre eux lors de Hell in a Cell dans un Hell in a Cell Match[réf. nécessaire].
À Bragging Rights, il fait partie de la Team RAW qui s'incline contre la Team SmackDown[réf. nécessaire], puis aux Survivor Series, il est dans l'équipe d'Orton qui s'incline face à celle de Kofi Kingston[réf. nécessaire].
Le 31 janvier 2010 au Royal Rumble, il intervient dans le match pour le WWE Championship entre Randy Orton et Sheamus, en frappant l'Irlandais, provoquant la disqualification d'Orton. Après le match, ce dernier l'attaque. Plus tard dans la soirée, il participe sans succès au 30-Man Royal Rumble Match, il entre en 13e position et se fait éliminer en 15e par Shawn Michaels.
Lors d'Elimination Chamber, il vient aux abords de la cage et donne à Ted DiBiase une barre de fer dont il se sert pour éliminer Randy Orton. Lors de l'édition de RAW le lundi suivant, il perd un match avec DiBiase et Orton contre Evan Bourne, Yoshi Tatsu et Kofi Kingston, après qu'Orton les a attaqués à lui et DiBiase.
Après cela, Randy Orton, faisant un face turn, entre en rivalité contre ses anciens coéquipiers, rivalité se concluant à WrestleMania XXVI, où il affronte ces deux anciens partenaires dans un Triple Threat Match remporté par Randy Orton.

#### Dashing/Undashing Cody Rhodes (2010-2011)

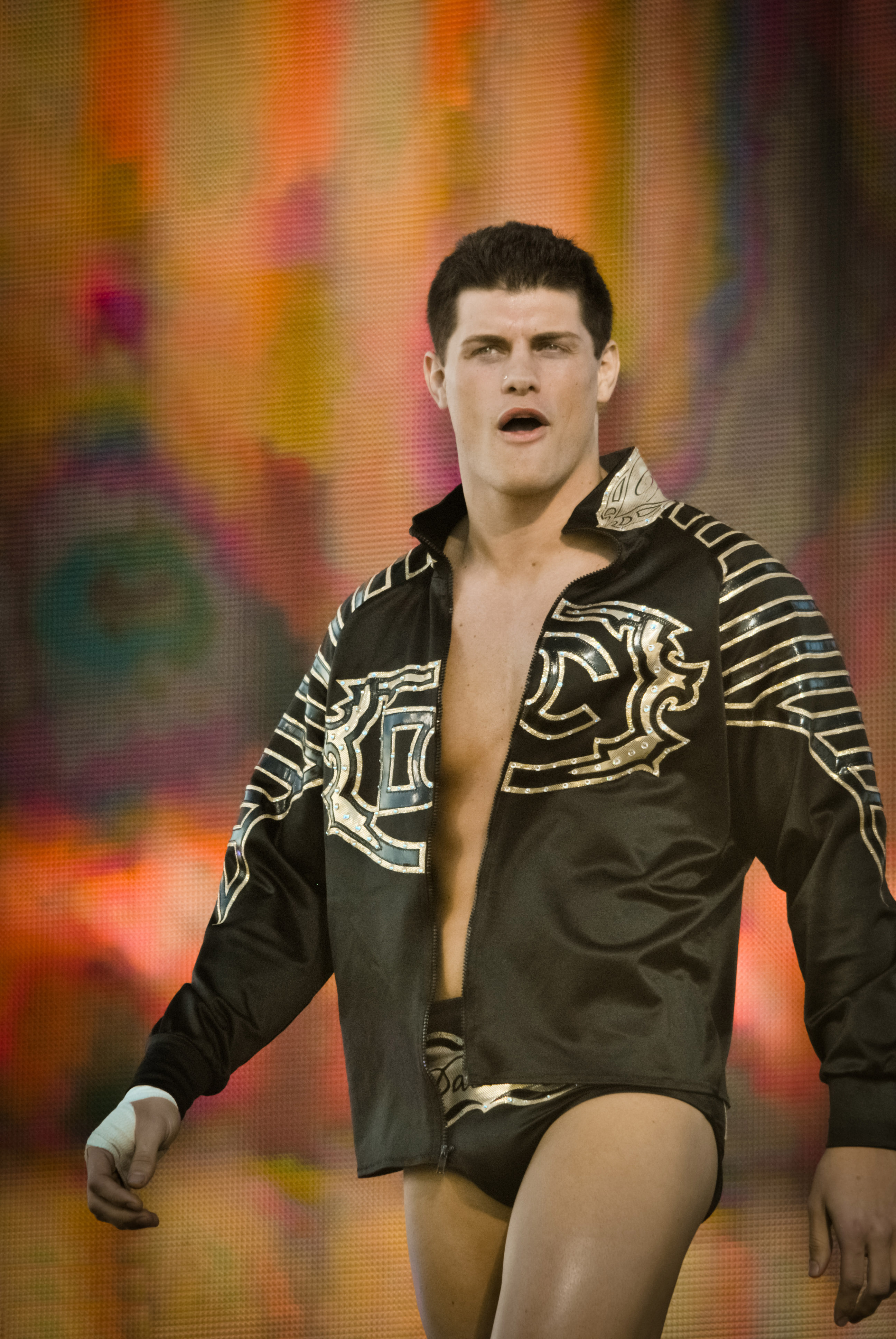
Dashing Cody Rhodes en décembre 2010.

Il est drafté à SmackDown lors du draft supplémentaire et The Legacy se dissout. Pour son premier match à Smackdown (le 30 avril), il gagne contre John Morrison après avoir exécuté son Cross Rhodes. Il fait ensuite partie des pros de la 2e saison de NXT, où il est le pro de Husky Harris.
Lors du SmackDown du 25 juin, il arrive avec une nouvelle gimmick : pour avoir été désigné comme le plus beau des catcheurs de la WWE par les Divas, il décide alors de se faire appeler « Dashing » Cody Rhodes, un personnage narcissique montrant des conseils d'hygiène en vidéo.
Lors de Money in the Bank, il ne parvient pas à décrocher la mallette de SmackDown, le vainqueur étant Kane[réf. nécessaire]. Il s'allie ensuite avec Drew McIntyre et ils décrochent à Night of Champions les WWE Tag Team Championship[réf. nécessaire], avant de les perdre à Bragging Rights face à David Otunga et John Cena[réf. nécessaire]. Leur alliance prend fin le SmackDown suivant lors d'une dispute après une défaite face à Kofi Kingston et Big Show. Lors des Survivor Series, il est dans l'équipe d'Alberto Del Rio qui perdra face à celle de Rey Mysterio[réf. nécessaire].
Le 21 janvier 2011 à SmackDown, Cody Rhodes perd un match contre Rey Mysterio, match durant lequel le 619 lui aurait cassé le nez. Il annonce alors s'éloigner du ring le temps de se faire opérer.
Il revient le 25 février à SmackDown, où il porte désormais un masque de protection. Il attaque violemment Mysterio, en accusant ce dernier de l'avoir défiguré, puis il lui arrache son masque.

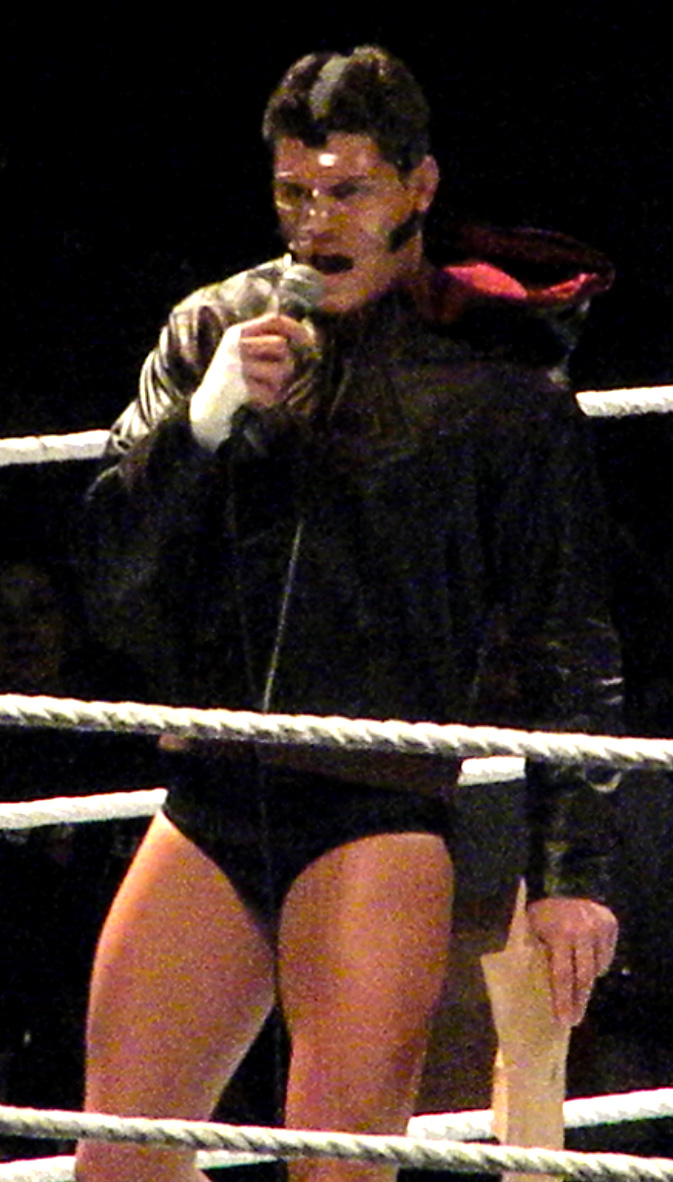
Undashing Cody Rhodes parlant au micro et tenant un sac en papier dans sa main, juin 2011.

Il entre alors en rivalité avec Mysterio, où il le bat à WrestleMania 27[réf. nécessaire], avant de perdre contre lui lors d'Extreme Rules[réf. nécessaire].
Le 13 mai à SmackDown, il bat Ted DiBiase, qui devient dès lors son manager. À Money in the Bank, il ne remporte pas le Money in the Bank Ladder Match de SmackDown, la mallette étant décrochée par Daniel Bryan[réf. nécessaire].

#### Intercontinental Champion (2011-2012)
Cody Rhodes remporte le Championnat Intercontinental lors du SmackDown du 12 août en battant Ezekiel Jackson[réf. nécessaire]. C'est son premier titre en solo à la WWE.
Le 26 août à SmackDown, Ted DiBiase perd contre Randy Orton. Après le match, il relève DiBiase puis lui porte son Cross Rhodes et lui mets un sac en papier sur la tête, ce qui marque la fin de leur alliance. Il conserve le titre contre DiBiase à Night of Champions[réf. nécessaire]. À Hell in a Cell, il change le design du titre Intercontinental, ramenant celui des années 1990, puis il conserve son titre contre John Morrison dans la même soirée[réf. nécessaire]. Lors de Vengeance, il perd face à Randy Orton[réf. nécessaire].
Le 14 novembre à RAW, Cody apparaît sans son masque et avec un nouveau thème et fait équipe avec Hunico pour battre Sin Cara et Kofi Kingston.

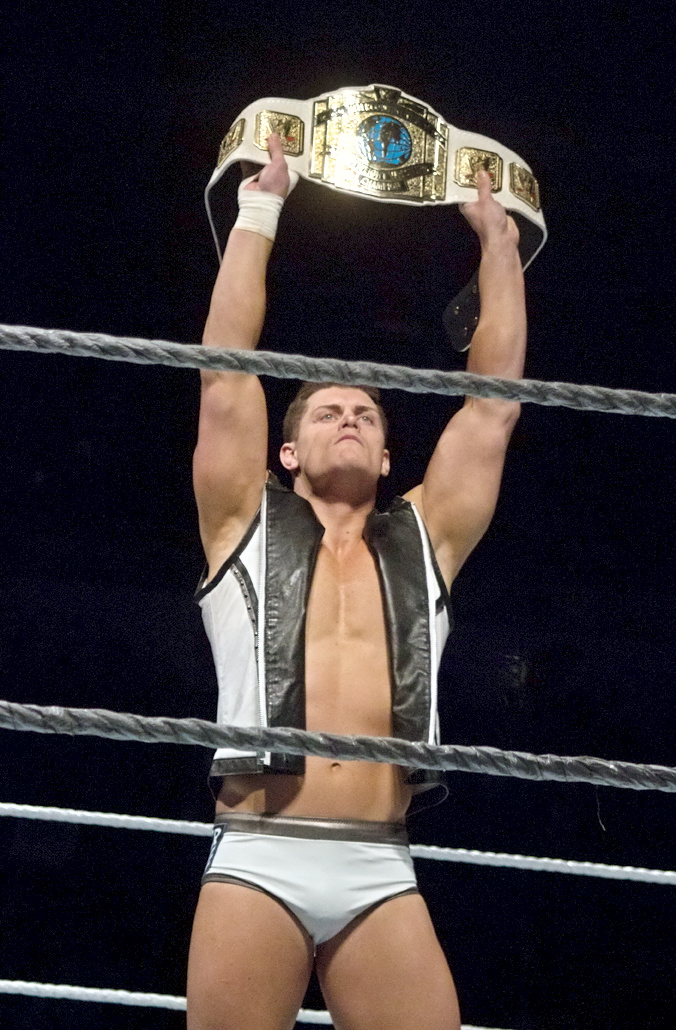
Cody Rhodes en tant que champion Intercontinental.

Lors des Survivor Series, il est dans la Team Barrett qui bat la Team Orton[réf. nécessaire]. Lors de TLC, il conserve son titre en battant Booker T[réf. nécessaire].
Le 29 janvier 2012 lors du Royal Rumble, il entre 4e avant de se faire éliminer en 25e position par le Big Show,. Lors d'Elimination Chamber, il ne remporte pas le championnat du monde poids-lourd, battu par Daniel Bryan dans un match qui incluait aussi Big Show, Santino Marella, Wade Barrett et The Great Khali[réf. nécessaire].
Il perd son titre face au Big Show à WrestleMania 28[réf. nécessaire]. Rhodes récupère le titre Intercontinental lors d'Extreme Rules en battant le Big Show dans un Tables match[réf. nécessaire]. Trois semaines après avoir récupéré le titre Intercontinental, il le perd à nouveau face à Christian à Over the Limit. Il tente de le récupérer à No Way Out, mais n'y parvient pas[réf. nécessaire].
Il participe ensuite au Money In The Bank Ladder match de SmackDown lors de Money in the Bank, mais perd, la mallette étant décrochée par Dolph Ziggler[réf. nécessaire]. Lors de Night of Champions, il perd contre The Miz pour le titre Intercontinental dans un match incluant aussi Sin Cara et Rey Mysterio[réf. nécessaire].

#### Team Rhodes Scholars (2012-2013)

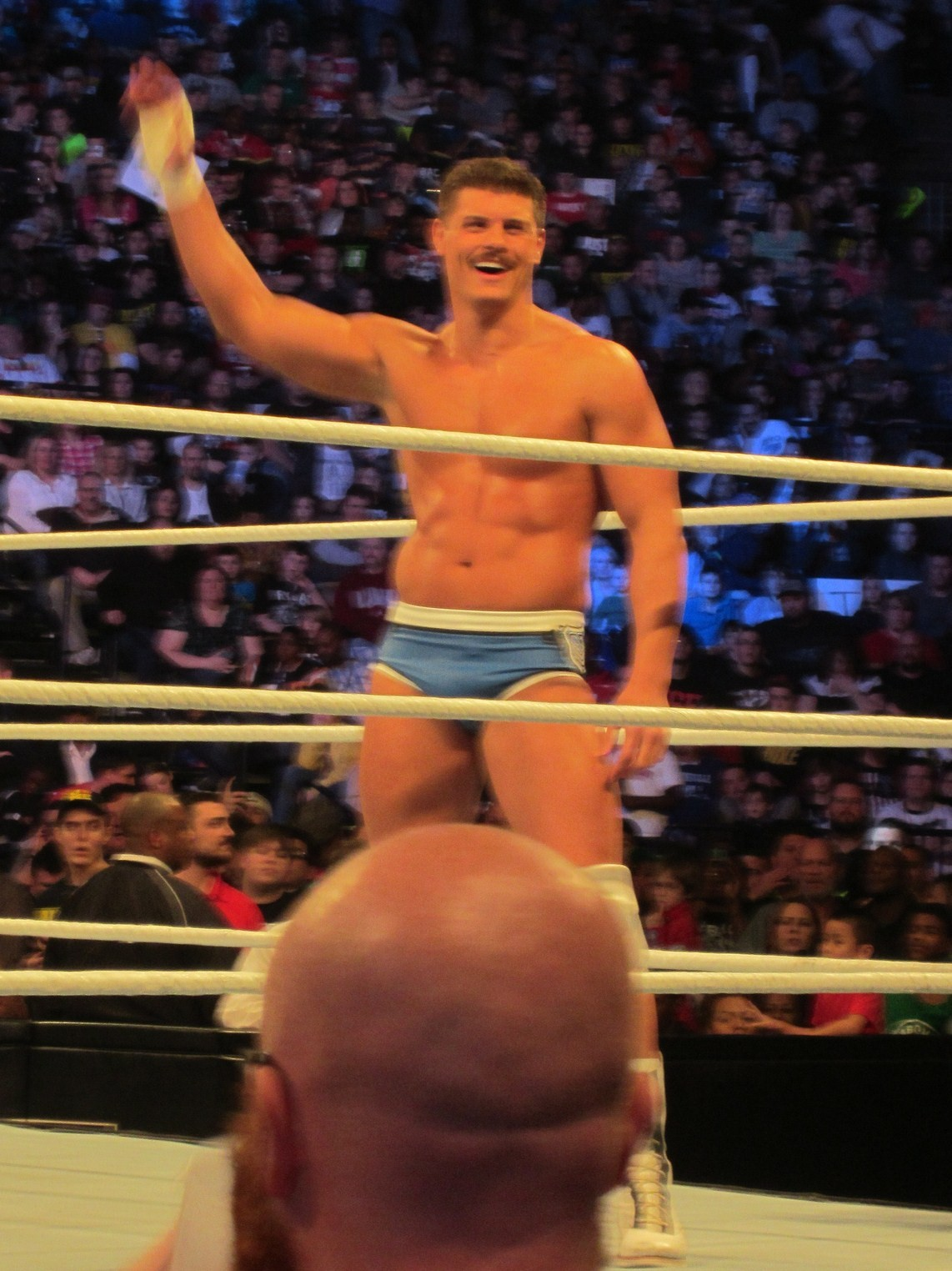
Cody Rhodes en février 2013.

Lors du SmackDown du 21 septembre, lui et Damien Sandow annonce que leur équipe se nomme officiellement The Rhodes Scholars. Par la suite, ils ils affrontent la Team Hell No (Kane et Daniel Bryan) à Hell in a Cell pour les WWE Tag Team Championship, où ils gagnent par disqualification, mais ne remportent donc pas les titres[réf. nécessaire].
Le 14 novembre, il se blesse à l'épaule droite pendant les enregistrements de WWE Main Event, il est ainsi absent lors des Survivor Series. Il fait son retour lors du RAW du 10 décembre, remportant un Fatal-4-Way Elimination Tag Team Match avec Damien Sandow pour affronter Rey Mysterio et Sin Cara à TLC, où ils gagnent, devenant ainsi les challengers numéro un aux titres par équipes[réf. nécessaire].
Le 27 janvier 2013 au Royal Rumble, ils ne remportent pas les titres par équipes, battus par la Team Hell No. Plus tard dans la soirée, il participe au Royal Rumble Match, il entre en 3e position, élimine Santino Marella, Goldust et Kofi Kingston, avant d'être lui-même éliminé par le futur gagnant, John Cena.
Lors du SmackDown du 1er février, l'équipe Rhodes Scholars se dissout, bien qu'ils continuent à apparaître ensemble et à être « amis » lors des semaines suivantes. Lors d'Elimination Chamber, ils perdent face à Tons of Funk (Brodus Clay et Tensai)[réf. nécessaire]. Il est par la suite inactif jusqu'au WWE Superstars du 11 mai, où il fait son retour en battant Justin Gabriel[réf. nécessaire]. À Extreme Rules, il perd contre The Miz[réf. nécessaire].
Lors de Money in the Bank, il échoue de peu à décrocher la mallette, après une trahison de Damien Sandow, qui le fait chuté du haut de l'échelle et l'a décroche lui-même[réf. nécessaire]. Il fait un Face Turn le lendemain à RAW en attaquant Sandow. Il entre ensuite en rivalité avec lui, où il le bat lors de SummerSlam[réf. nécessaire].

#### The Brotherhood (2013-2014)

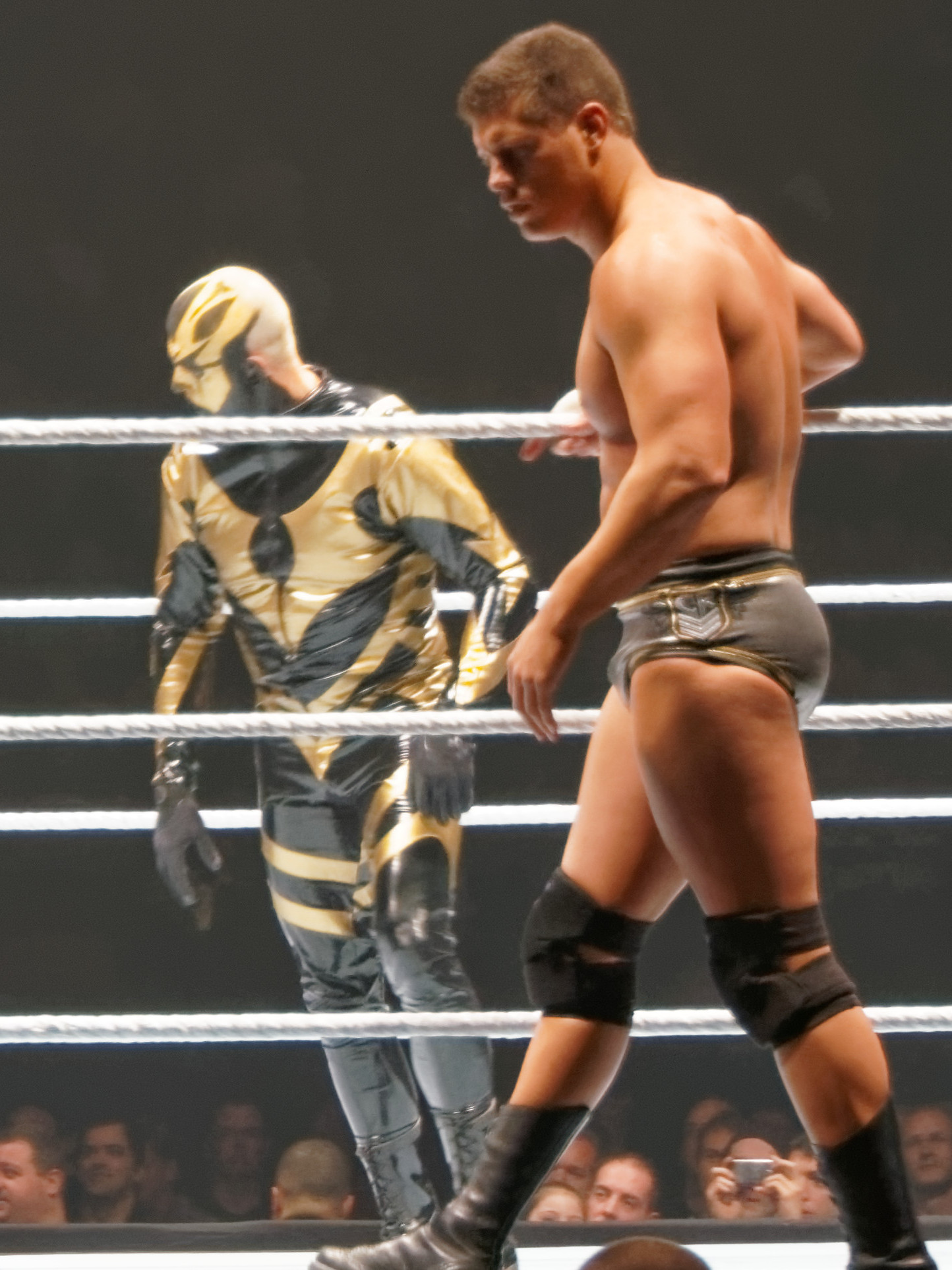
Goldust et Cody Rhodes en novembre 2013.

Le 2 septembre à RAW, il perd contre Randy Orton et se fait renvoyer par Triple H, le COO de la WWE[réf. nécessaire].
Lui et son frère Goldust récupèrent leurs emplois après avoir battus Roman Reigns et Seth Rollins à Battleground[réf. nécessaire], puis lors du RAW du 14 octobre, ils remportent les WWE Tag Team Championship, après avoir de nouveau battu Reigns et Rollins à la suite d'une intervention du Big Show[réf. nécessaire]. Lors de Hell in a Cell, ils conservent leurs titres face à Seth Rollins et Roman Reigns et aux Usos[réf. nécessaire]. Lors des Survivor Series, il perd avec la Team Mysterio face à la Team Shield dans le traditionnel combat par équipes[réf. nécessaire]. Lors de TLC, lui et Goldust conservent leurs titres contre The Real Americans ; Big Show et Rey Mysterio ; et Ryback et Curtis Axel lors de TLC[réf. nécessaire].
Le 26 janvier 2014 lors du Royal Rumble, ils perdent leurs titres face aux New Age Outlaws[réf. nécessaire]. Ils participent également au Royal Rumble match, où Cody est éliminé par Goldust par accident, avant que ce dernier ne soit lui-même éliminé par Roman Reigns[réf. nécessaire]. Lors de Elimination Chamber, ils battent Ryback et Curtis Axel[réf. nécessaire]. Lors de Payback, ils perdent contre les mêmes adversaires. Après le combat, Cody dit à son frère qu'il a besoin d'un nouveau partenaire, ce qui met fin à leur alliance[réf. nécessaire].

#### Stardust et Départ (2014-2016)

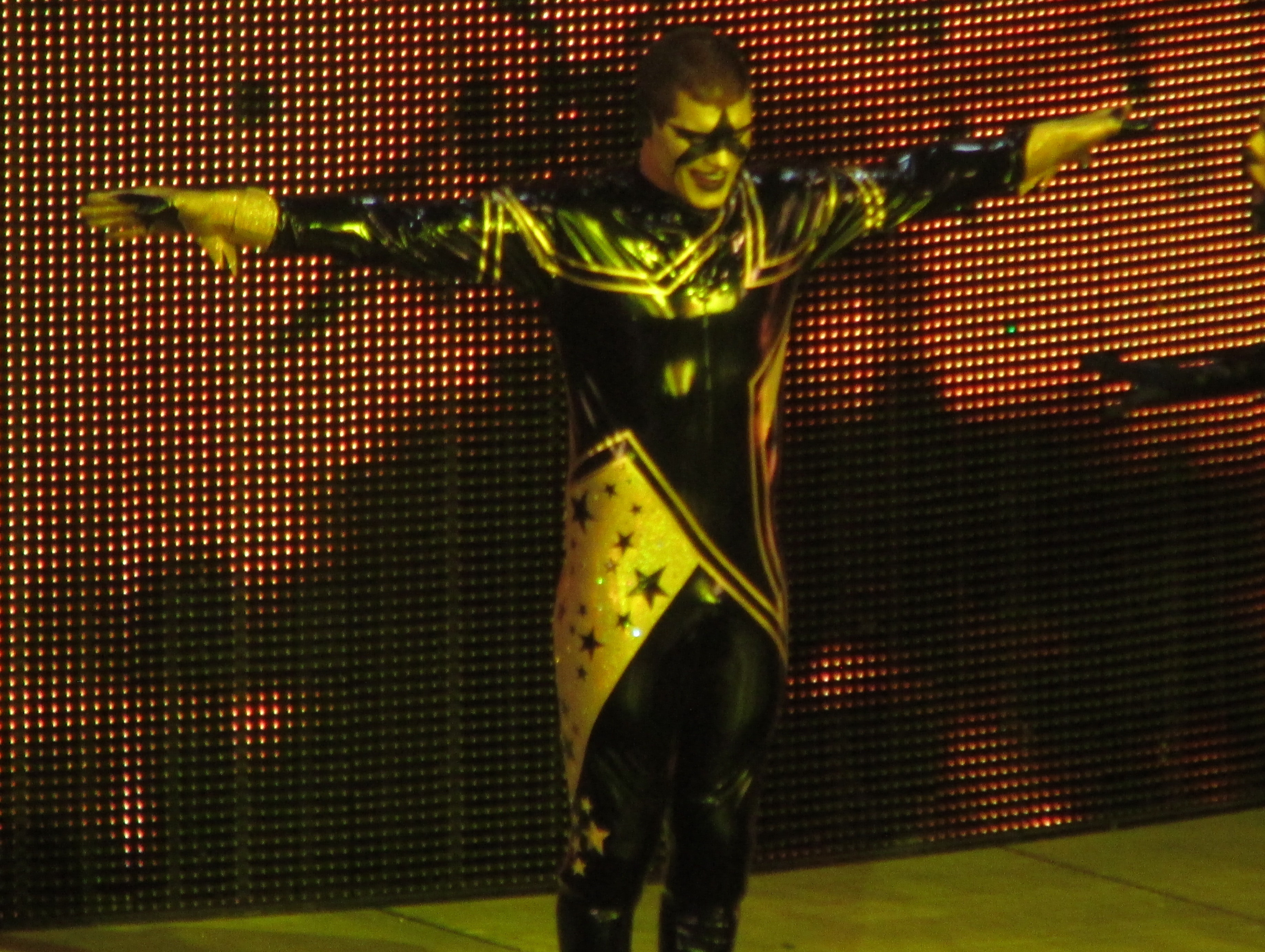
Stardust en 2014, lors de ses débuts

Le 16 juin à RAW, il arrive déguisé en un personnage qui ressemble à celui de son frère et qui s'appelle Stardust. Cody Rhodes, sous son nouveau nom de scène, et Goldust battent Ryback et Curtis Axel dans la même soirée. Le 19 juin, le site de la WWE a changé son nom pour Stardust, ce qui officialise son changement de nom et de personnage[réf. nécessaire].
Lors de Money in the Bank, ils battent Ryback et Curtis Axel[réf. nécessaire]. Le 25 août à Raw, ils effectuent un Heel Turn en attaquant les Usos et en les défiant pour les titres par équipes.
Lors de Night of Champions, ils battent les Usos et deviennent à nouveau WWE Tag Team Champions[réf. nécessaire], puis ils conservent leurs titres en battant une nouvelle fois les Usos lors de Hell in a Cell[réf. nécessaire]. Lors des Survivor Series, ils perdent leur titre au profit de The Miz et de Damien Mizdow qui incluaient également The Usos et Los Matadores[réf. nécessaire].
Au début de février 2015, ils perdent face à The Ascension et encore une fois de nombreuses tensions ont lieu dans l'équipe. Le 16 février à RAW, il attaque Goldust avec son Cross Rhodes après un match par équipe, ce qui conduit à la séparation définitive de l'équipe[réf. nécessaire]. Après de multiples attaques de Stardust sur Goldust, les deux hommes s'affrontent lors de Fastlane, dans un match remporté par Goldust[réf. nécessaire].
Stardust participe ensuite au match d'échelle pour l'Intercontinental Championship de Bad News Barrett, que Daniel Bryan remporte à WrestleMania 31 dans un match qui incluait également R-Truth, Luke Harper, Dean Ambrose et Dolph Ziggler[réf. nécessaire]. Lors du pré-show de Payback, il perd face à R-Truth[réf. nécessaire].
Le personnage Stardust a finalement évolué pour ressembler à un "super-villain" de bande-dessinée, qui a conduit à entrer en rivalité dans le scénario avec l'acteur Stephen Amell, où il a confronté ce dernier le 25 mai à RAW. Il bat Zack Ryder lors du pré-show d'Elimination Chamber. Stardust a renommé sa finition The Queen's Crossbow, en raison d'Oliver Queen, le personnage d'Amell dans Arrow.
Après s'être absenté à cause de la mort de son père, Dusty Rhodes, il fait son retour le 13 juillet à RAW en battant Neville. Une rivalité commence alors entre les deux. Lors de SummerSlam, Stardust et King Barrett perdent dans un match par équipe contre Stephen Amell et Neville[réf. nécessaire].
Le 3 septembre lors de SmackDown, il s'allie avec Konnor et Viktor (The Ascension) pour attaquer Neville. Après cette attaque, Stardust dit que cette nouvelle alliance formée avec The Ascension s'appelle Cosmic Wasteland. Lors de Night of Champions, dans le Pré-Show, lui et The Ascension battent Neville et The Lucha Dragons. Lors de Survivor Series, il perd avec Bo Dallas, The Miz et The Ascension dans le Traditional Survivor Series Elimination Tag Team match[réf. nécessaire]. Lors des Slammy Awards le 21 décembre, il vole le trophée de Stephen Amell pour le moment de célébrité de l'année[réf. nécessaire].
Le 24 janvier 2016 lors du Royal Rumble, il participe au Royal Rumble match où il rentre en 14e position mais sans succès en se faisant éliminer par Luke Harper en 14e position[réf. nécessaire].
Le 12 mars à Roadblock, il perd face à Sami Zayn[réf. nécessaire].
Le 3 avril à WrestleMania 32, il ne remporte pas le titre Intercontinental, battu par Zack Ryder dans un Ladder match qui incluait aussi Kevin Owens, Sami Zayn, Dolph Ziggler, The Miz et Sin Cara[réf. nécessaire].
Le 21 mai 2016, Cody Rhodes annonce qu'il vient de mettre fin à son contrat avec la WWE à sa demande.

### Evolve (2016-2017)
Le premier match depuis son départ de la WWE se produit le 19 août 2016 à l'EVOLVE lors d'EVOLVE 66, où il bat Zack Sabre, Jr..

### Circuit indépendant (2016-2018)
Le 25 novembre 2016, il bat Sonjay Dutt et remporte le GFW NEX*GEN Championship.

### Ring of Honor (2016-2018)

#### Débuts et ROH World Champion (2016-2017)

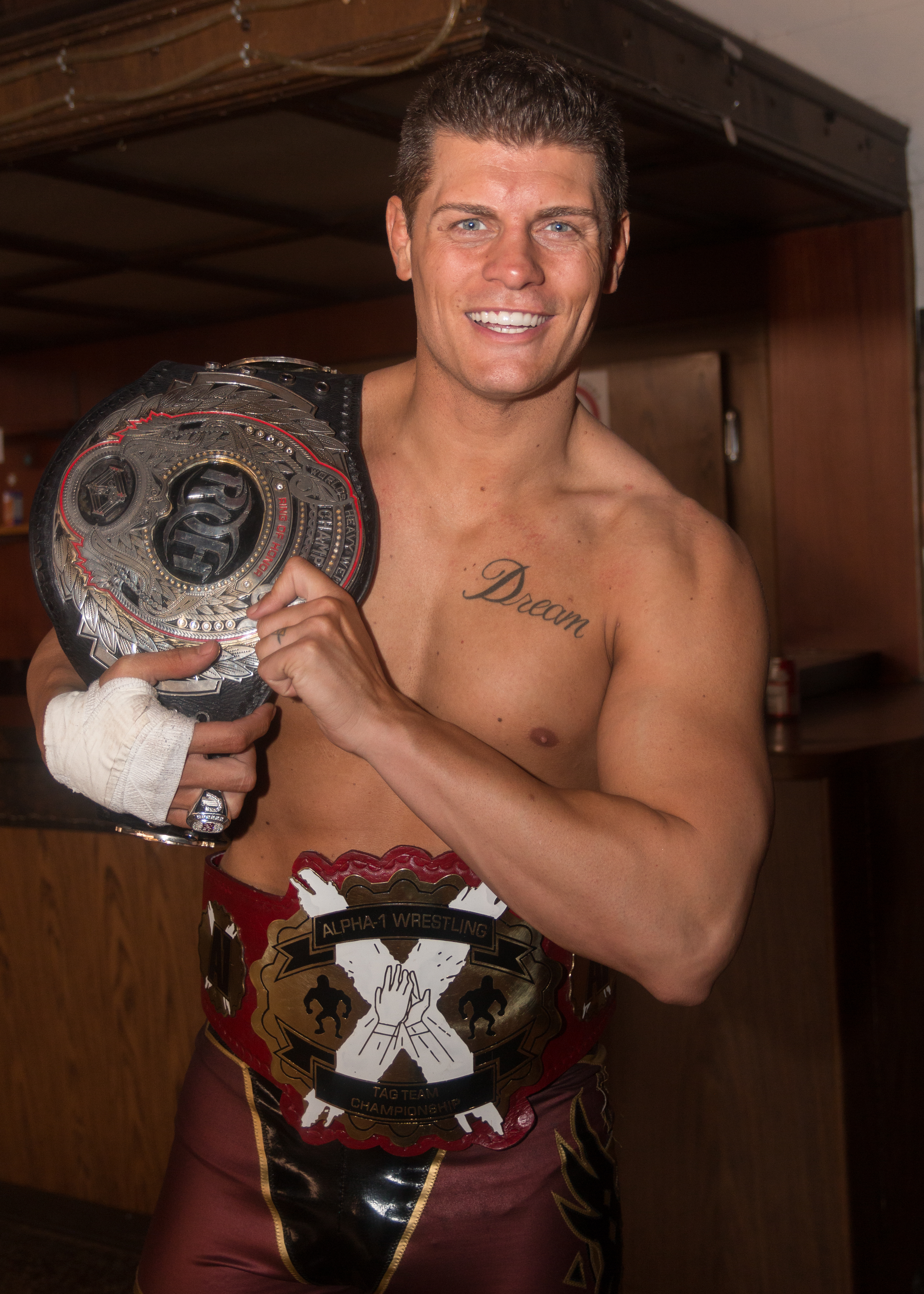
Cody Rhodes en tant que champion du monde de la Ring of Honor en 2017.

Le 2 décembre 2016 lors de Final Battle 2016, il fait ses débuts à la ROH et bat Jay Lethal. Il effectue un Heel Turn après le match.
Lors de Best in the World 2017, il remporte le ROH World Championship en battant Christopher Daniels et devient Champion du Monde pour la première fois de sa carrière. Par la suite, il parvient à défendre son titre contre Sanada, Minoru Suzuki, Scorpio Sky[réf. nécessaire] et Rocky Romero, avant de le perdre lors de Final Battle 2017, contre Dalton Castle.

#### ROH World Six-Man Tag Team Champion et départ (2018)
Le 21 juillet 2018 (diffusé le 25 août 2018) lors de ROH TV, Cody et les Young Bucks battent The Kingdom et remportent les ROH World Six-Man Tag Team Championship.
Le 4 novembre lors de ROH Survival of the Fittest, Cody & les Young Bucks perdent les ROH Six-Man Tag Team Championships contre Matt Taven, TK O'Ryan et Vinny Marseglia.
Le 14 décembre lors de ROH Final Battle 2018, il perd par soumission contre Jay Lethal et ne remporte pas le ROH World Championship. À la fin du show, les membres de The Elite font leurs adieux à la ROH.

### Total Nonstop Action Wrestling (2016-2017)
Il est annoncé comme nouvelle recrue de la TNA début septembre. Lors de Bound for Glory 2016, lui et son épouse Brandi Rhodes font leurs débuts à la fédération en tant que face, en attaquant Mike Bennett et sa femme Maria Kanellis, démarrant une rivalité entre les deux couples.
Lors de l'Impact Wrestling du 20 octobre, il perd contre Eddie Edwards et ne remporte pas le TNA World Heavyweight Championship[réf. nécessaire].
Lors de l'Impact Wrestling du 30 mars, il est vaincu par Moose et ne remporte pas le Impact Grand Championship, faisant sa dernière apparition à Impact Wrestling.

### WhatCulture Pro Wrestling (2016-2017)
Lors de Delete WCPW, il conserve son GFW NEX*GEN Championship contre El Ligero et remporte le WCPW Internet Championship de ce dernier par la même occasion. Lors de Lights Out, il conserve son titre contre Ricochet. Lors du 20e épisode de Loaded, il conserve son titre contre Marty Scurll[réf. nécessaire]. Lors de No Regrets le 2 mai 2017, il perd le titre contre Gabriel Kidd dans un Three Way match qui comprenaient également Joe Hendry, il participe également au Rumble Match en entrant en 26e position, il élimine Rey Fenix grâce à son Cross Rhodes mais se fait éliminer par Joe Coffey et ne remporte pas le WCPW World Championship[réf. nécessaire].

### New Japan Pro Wrestling (2016-2019)

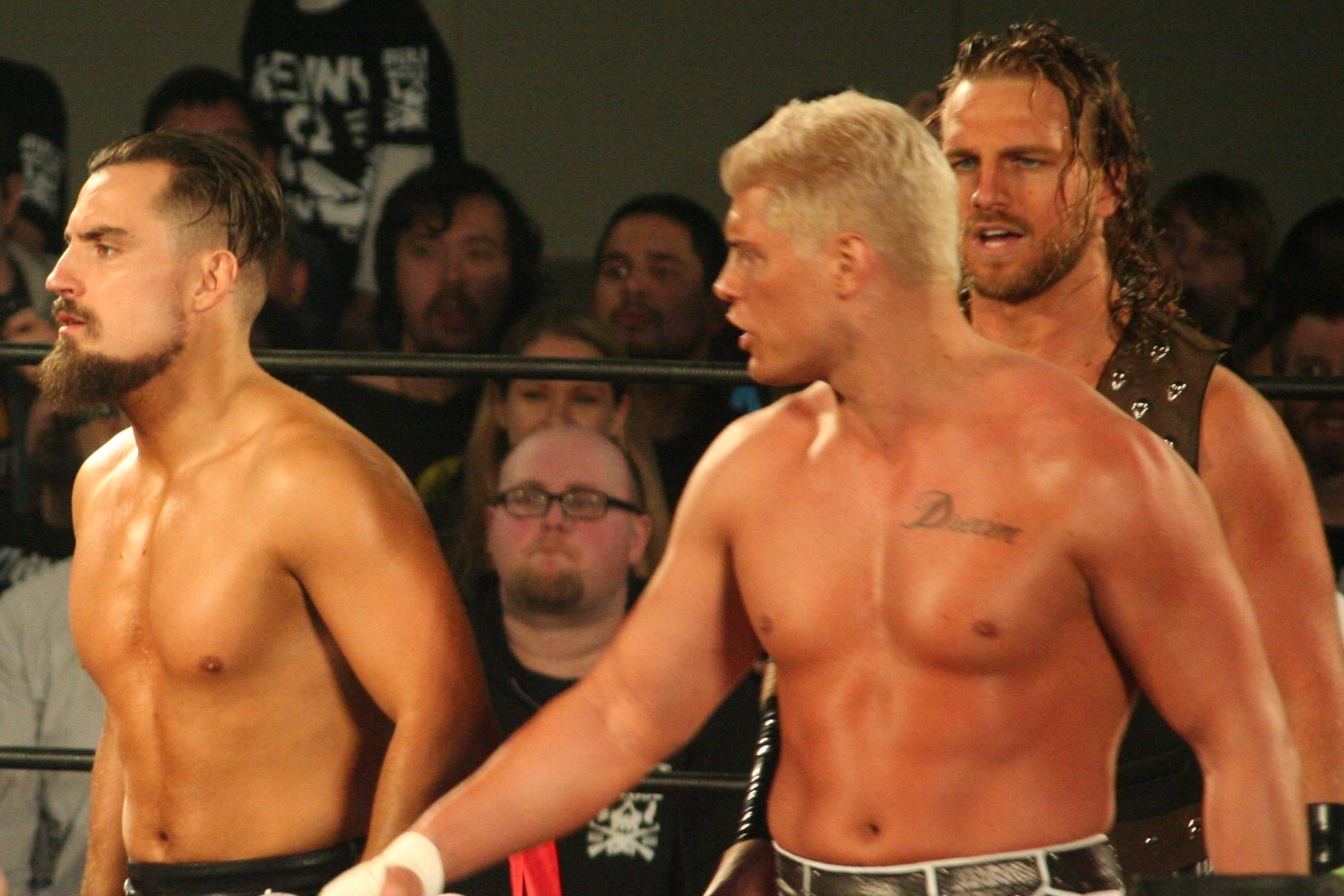
Cody (au centre) avec ses partenaires du Bullet Club, Marty Scurll et Hangman Page en 2018

Le 10 décembre 2016, il fait ses débuts à la New Japan Pro Wrestling quand il est révélé en tant que nouveau membre du Bullet Club.
Le 30 septembre 2018, lors de Fighting Spirit Unleashed, Cody bat Juice Robinson et remporte le IWGP United States Heavyweight Championship. Il détient alors à ce moment-là trois ceintures : le IWGP United States Heavyweight Championship, le tiers des ROH World Six-Man Tag Team Championship et le NWA World Heavyweight Championship.
Le 24 octobre, Cody annonce qu'il n'est plus affilié au Bullet Club.
Le 4 janvier 2019 lors de Wrestle Kingdom 13, il perd le IWGP United States Championship au profit de Juice Robinson.
Il part ensuite travailler pour sa propre fédération, la All Elite Wrestling[réf. nécessaire].

### All In(2018)
En 2017, Cody Rhodes et les Young Bucks créent un pay per-view indépendant qu'ils nomment All In et qui aura lieu le 1er septembre 2018 à Chicago dans l'Illinois. Ce show réunit des catcheurs et catcheuses venant de la ROH, NJPW, Lucha Libre AAA Worldwide, NWA et Impact Wrestling. Le jour de la vente des billets, tous ont été vendus en 30 minutes, c'est le premier show n'appartenant pas à la WWE à vendre 10 000 places depuis 1993[réf. nécessaire].
Lors de l’événement, le 1er septembre 2018, il bat Nick Aldis et remporte le NWA World Heavyweight Championship pour la première fois de sa carrière. Il perd le titre contre Aldis lors du 70e anniversaire de la NWA le 21 octobre.

### All Elite Wrestling (2019-2022)

#### Diverses rivalités, triple champion TNT et départ (2019-2022)

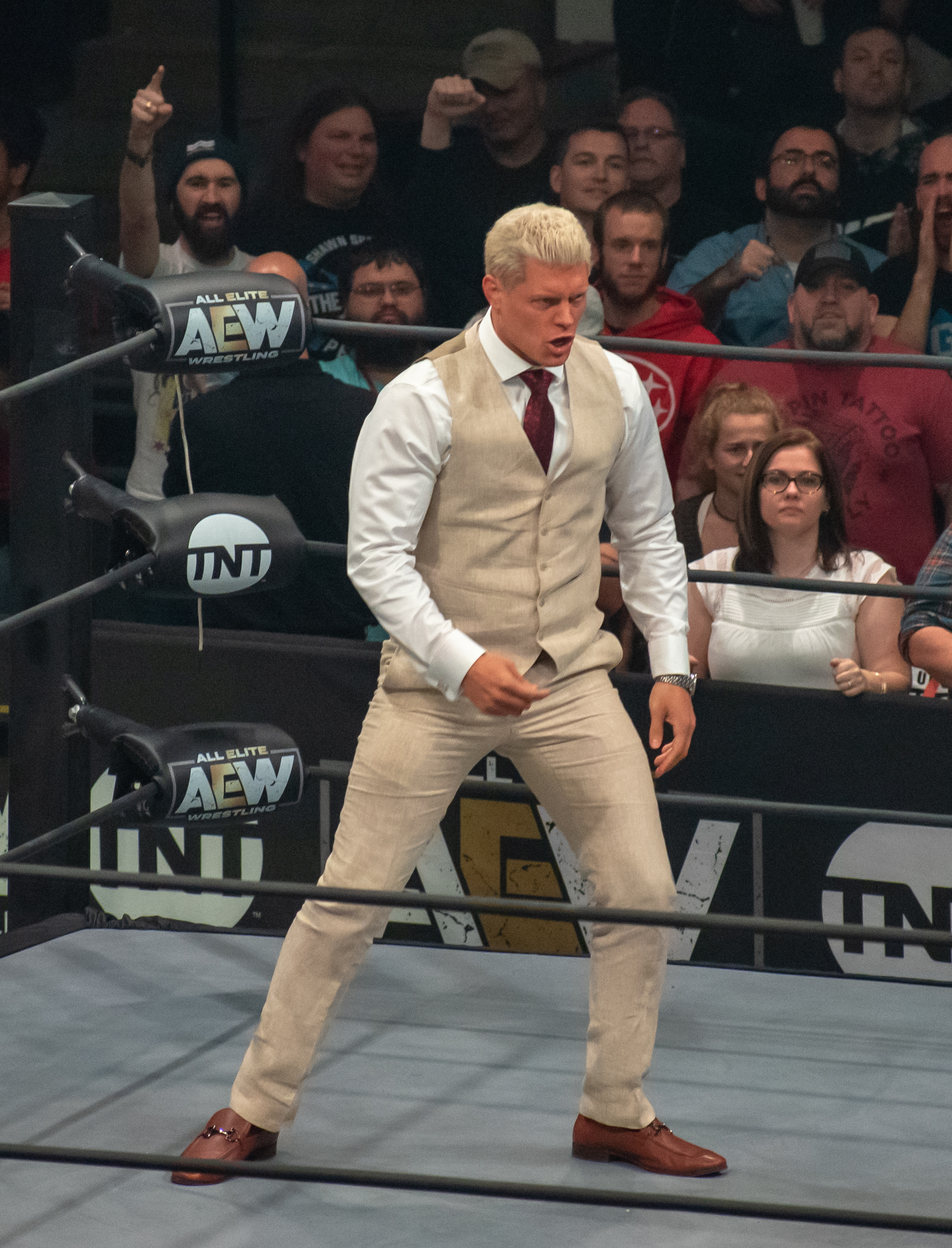
Cody Rhodes en octobre 2019.

Après le succès d'All In, d'autres catcheurs et lui s'associent avec Tony Khan pour créer leur propre fédération de catch aux États-Unis.
Le 3 janvier 2019, les Young Bucks et lui annoncent officiellement la création de leur promotion de catch : All Elite Wrestling. Le 25 mai lors du show inaugural : Double or Nothing, il fait ses débuts, en tant que Heel, et bat son demi-frère Dustin Rhodes. Après le match, il effectue un Face Turn en se réconciliant avec lui et lui demandant d'être son partenaire pour affronter les Young Bucks à Fight for the Fallen. Le 13 juillet à Fight for the Fallen, son demi-frère et lui perdent face aux Young Bucks. Le 31 août à All Out, il bat Shawn Spears.
Le 9 novembre à Full Gear, il ne remporte pas le titre mondial de la AEW, battu par Chris Jericho par soumission, et ne peut plus obtenir de chances pour le titre. Après le match, MJF effectue un Heel Turn en lui portant un Low-Blow.
Le 29 février 2020 à Revolution, il perd face à MJF dans un Grudge Match.
Le 23 mai à Double or Nothing, il devient le premier Champion TNT de la AEW en battant Lance Archer en finale du tournoi.
Le 22 août à Dynamite, il ne conserve pas son titre, battu par Brodie Lee, ce qui met fin à un règne de 91 jours. Après le match, il se fait tabasser par tous les membres du Dark Order qui le jettent de sa civière, avant de lui laisser l'ancien design de la ceinture en morceaux.
Le 7 octobre à Dynamite, il redevient champion TNT de la AEW, pour la seconde fois, en prenant sa revanche sur son même adversaire dans un Dog Collar Match[réf. nécessaire]. Le 7 novembre à Full Gear, il ne conserve pas son titre, battu par Darby Allin. Après le match, il félicite son adversaire en lui serrant la main[réf. nécessaire].
Le 7 mars 2021 à Revolution, il ne remporte pas le Face of the Revolution Ladder match, gagné par Scorpio Sky.
Le 30 mai à Double or Nothing, il bat Anthony Ogogo.
Le 13 novembre à Full Gear, PAC et lui battent Andrade El Idolo et Malakai Black. Le 25 décembre à Rampage: Holiday Bash, il redevient champion TNT de la AEW, pour la troisième fois, en battant Sammy Guevara.
Le 26 janvier 2022 à Dynamite: Beach Break, il ne conserve pas son titre, battu par son même adversaire dans un Ladder match[réf. nécessaire]. Le 15 février, la compagnie annonce son départ de la fédération, ainsi que celui de sa femme Brandi.

### Retour à la World Wrestling Entertainment (2022-...)

#### Rivalité avec Seth "Freakin" Rollins et blessure (2022-2023)
Le 18 mars, il signe un nouveau contrat avec la World Wrestling Entertainment et y fait son retour 6 ans après l'avoir quittée.
Le 2 avril à WrestleMania 38, il fait son retour sur le ring et bat Seth Rollins. Le 11 avril à Raw, il dispute son premier match, dans le show rouge, en battant The Miz[réf. nécessaire]. Le 8 mai à WrestleMania Backlash, il rebat Seth Rollins. Le 5 juin à Hell in a Cell, il bat, pour la troisième fois consécutive, et malgré une déchirure du muscle pectoral, son même adversaire dans un Hell in a Cell Match.
Le 10 juin à SmackDown, la WWE annonce le succès de son opération chirurgicale, et son absence qui dure 9 mois.

#### Vainqueur duRoyal Rumble, rivalité avec Brock Lesnar et champion incontesté par équipes de la WWE avec Jey Uso (2023)
Le 28 janvier 2023 au Royal Rumble, il fait son retour de blessure après 7 mois et demi d'absence, entre dans le Royal Rumble match masculin en dernière position et le remporte en éliminant successivement Dominik Mysterio, Austin Theory, Logan Paul et Gunther en dernier[réf. nécessaire].
Le 2 avril à WrestleMania 39, il ne remporte pas les titres Universel et de la WWE, battu par Roman Reigns qui a reçu l'aide extérieure des Usos, de Solo Sikoa et Paul Heyman. Le 6 mai à Backlash, il bat Brock Lesnar[réf. nécessaire]. Le 27 mai à Night Of Champions, il perd le match revanche face à son même adversaire par soumission.
Le 1er juillet à Money in the Bank, il bat Dominik Mysterio. Le 5 août à SummerSlam, il rebat Brock Lesnar. Après le combat, son adversaire lui serre la main, lui fait une accolade et soulève son bras en guise de respect.
Le 7 octobre à Fastlane, Jey Uso et lui deviennent les nouveaux champions incontestés par équipes en battant le Judgment Day (Damian Priest et Finn Balor). Le 16 octobre à Raw, ils ne conservent pas leurs titres, battus par leurs mêmes adversaires. Le 4 novembre à Crown Jewel, il bat Damian Priest. Le 25 novembre aux Survivor Series: WarGames, il fait équipe avec Jey Uso, Sami Zayn, Seth Rollins et Randy Orton, de retour après un an et demi d'absence, et ensemble, les cinq catcheurs battent le Judgment Day et Drew McIntyre dans son tout premier Men's WarGames match.

#### Double vainqueur duRoyal Rumbleet champion incontesté de la WWE (2024-…)

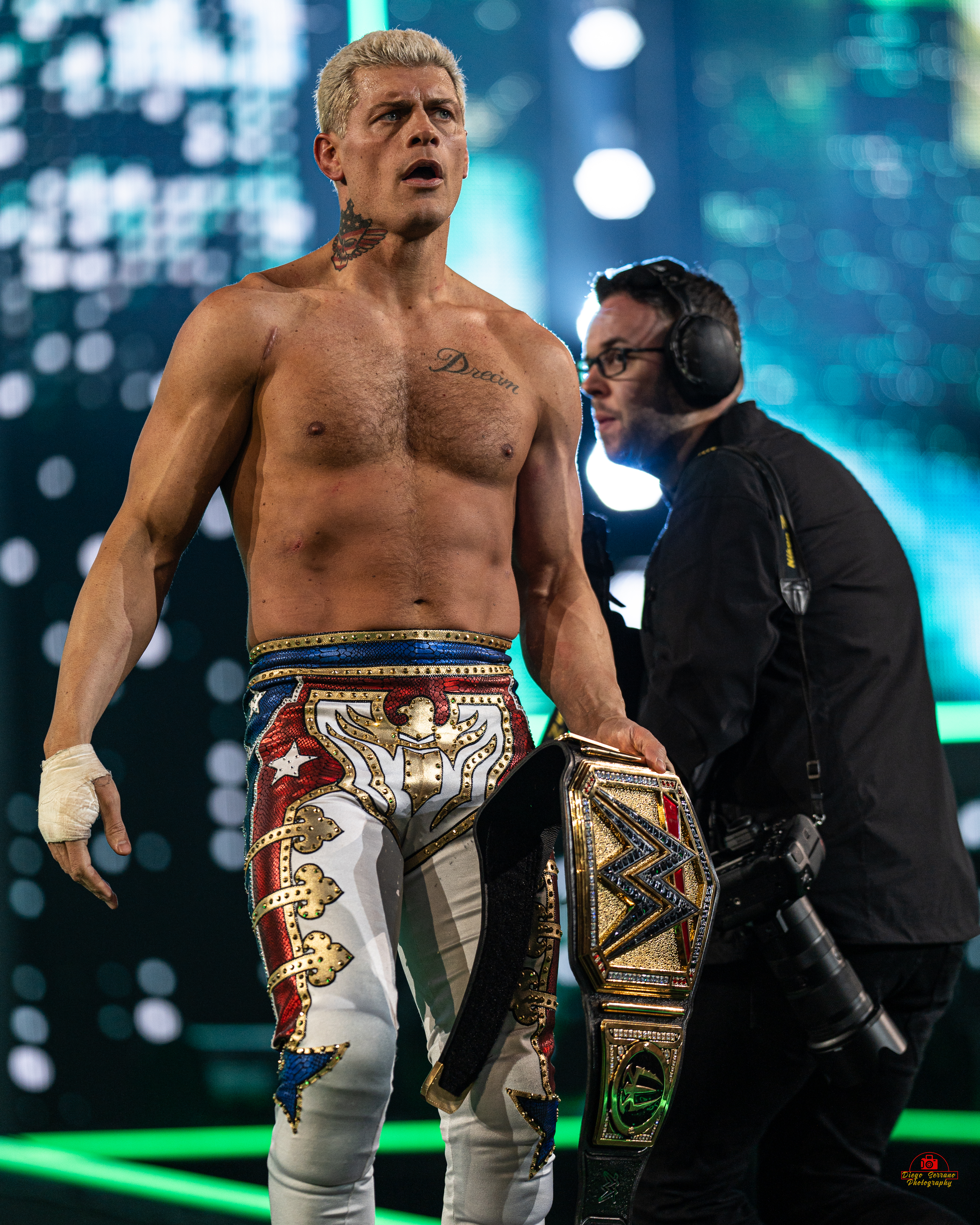
Cody Rhodes lors de WrestleMania XL après avoir remporté le championnat incontesté de la WWE.

Le 27 janvier 2024 au Royal Rumble, il entre dans le Men's Royal Rumble match en 15e position et le remporte, pour la deuxième année consécutive, en éliminant successivement Austin Theory, Shinsuke Nakamura, Gunther et CM Punk en dernier. Il devient alors le quatrième catcheur à gagner la stipulation deux années de suite (après Hulk Hogan en 1990-1991, Shawn Michaels en 1995-1996 et Stone Cold Steve Austin en 1997-1998). Après le match, il montre Roman Reigns du doigt et signifie clairement son intention de prendre sa revanche sur le Samoan à WrestleMania XL. Le 8 février lors de la conférence de presse Kickoff de WrestleMania XL, il confirme sa décision et choisit officiellement Roman Reigns comme adversaire.
Le 6 avril à WrestleMania XL, Seth Rollins et lui perdent face à The Rock et Roman Reigns. Le lendemain, il devient le nouveau champion incontesté de la WWE en prenant sa revanche sur The Head of the Table dans un Bloodline Rules match et remporte le titre pour la première fois de sa carrière. Le 4 mai à Backlash, il conserve son titre en battant AJ Styles. Le 15 juin à Clash at the Castle, il conserve son titre en rebattant son même adversaire dans un « I Quit » match.
Le 6 juillet à Money in the Bank, R-KO (Randy Orton et Kevin Owens) et lui perdent face à la Bloodline (Jacob Fatu, Tama Tonga et Solo Sikoa) dans un 6-Man Tag Team match. Le 3 août à SummerSlam, il conserve son titre en prenant sa revanche sur le nouveau leader du clan dans un Bloodline Rules match, aidé par les interventions extérieures de ses deux partenaires et Roman Reigns qui a fait son retour après quatre mois d'absence. Le 31 août à Bash in Berlin, il conserve son titre en battant le catcheur canadien.
Le 5 octobre à Bad Blood, Roman Reigns et lui battent Solo Sikoa et Jacob Fatu. Pendant le combat, Jimmy Uso fait son retour après 6 mois d'absence et attaque Tama Tonga et Tonga Loa aux abords du ring. Après le combat, convaincu par son cousin, son partenaire du soir l'aide à se débarrasser des quatre Heels qui l'attaquaient. Après la soirée, Kevin Owens effectue un Heel Turn et l'attaque violemment devant son bus sur le parking[source insuffisante].
Le 2 novembre à Crown Jewel, il devient le nouveau champion Crown Jewel en battant Gunther.
Le 1er février 2025 au Royal Rumble, il conserve son titre en battant Kevin Owens dans un Ladder match.
Le 20 avril à WrestleMania 41, il ne conserve pas sa ceinture, battu par John Cena. Le 24 mai à Saturday Night's Main Event XXXIX, pendant le match entre Jey Uso et Logan Paul pour la ceinture mondiale poids-lourds, il fait son retour après un mois d'absence, attaque le 17 fois champion du monde qui est intervenu dans la rencontre et permet au catcheur samoan de conserver sa ceinture. Après le combat, il défie les deux antagonistes dans un match par équipe avec le premier et lui à Money in the Bank. Le 7 juin à Money in the Bank, Jey Uso et lui battent Logan Paul et John Cena. Le 28 juin à Night of Champions, il devient le nouveau King of the Ring en battant Randy Orton en finale du tournoi et  automatiquement aspirant no 1 au titre incontesté à SummerSlam.
Le 3 août à SummerSlam, il redevient champion incontesté, pour la seconde fois, en prenant sa revanche sur le 17 fois champion du monde dans un Street Fight match.

## Palmarès
- All Elite Wrestling

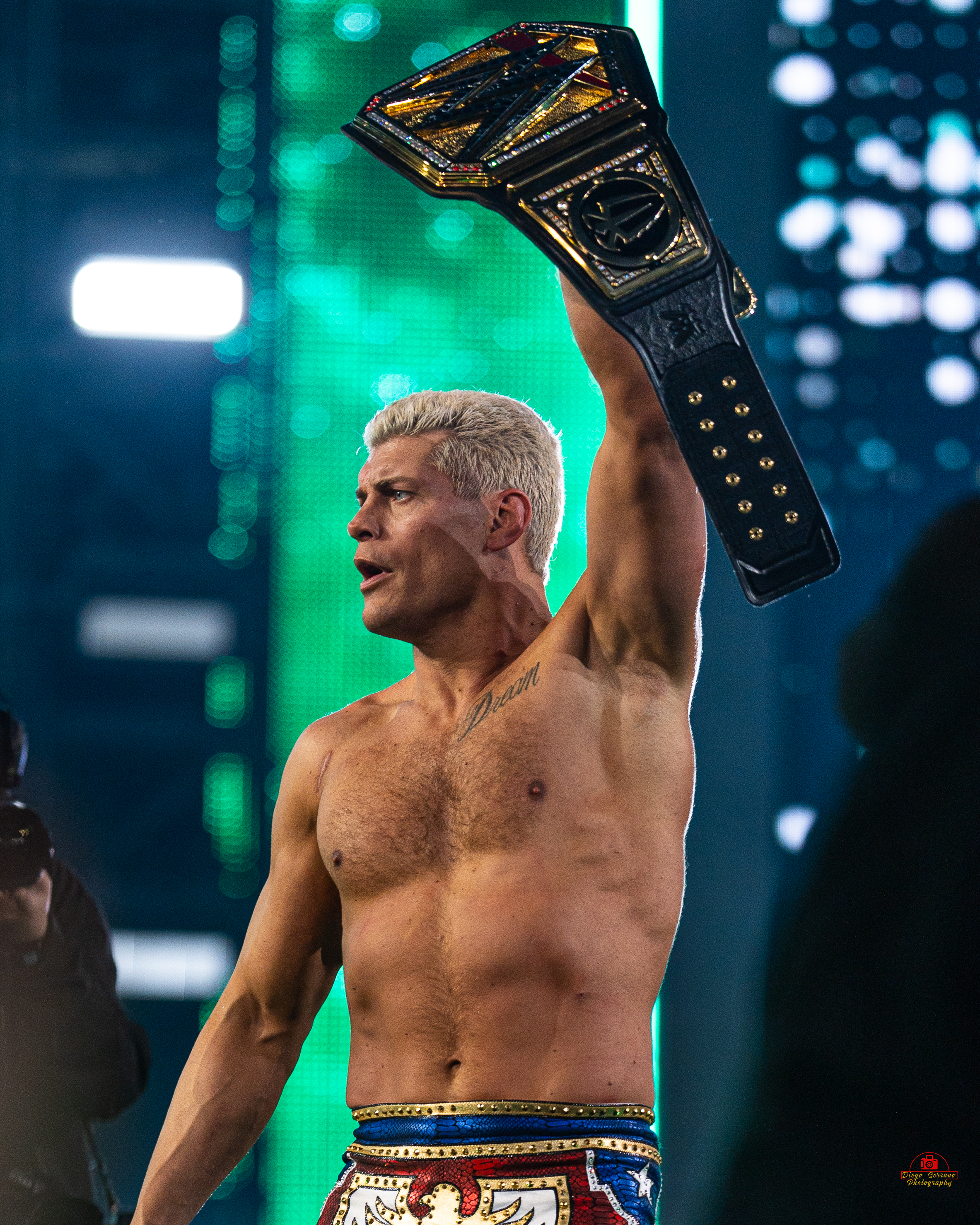
Cody Rhodes en tant que Champion incontesté de la WWE.

  - 3 fois champion TNT de la AEW (premier)
- Alpha-1 Wrestling
  - 1 fois Alpha-1 Tag Team Champion avec Ethan Page
- Bullet Proof Wrestling
  - 1 fois BPW Champion
- Global Force Wrestling
- 1 fois GFW NEX*GEN Champion
- National Wrestling Alliance
  - 1 fois champion du monde poids-lourds de la NWA[122]
- New Japan Pro Wrestling
  - 1 fois champion poids-lourds des États-Unis de la IWGP
- Northeast Wrestling
  - 1 fois Northeast Wrestling Champion[123]
- Ohio Valley Wrestling
  - 1 fois OVW Heavyweight Champion
  - 1 fois OVW Television Champion
  - 2 fois OVW Southern Tag Team Champion avec Shawn Spears
  - OVW Triple Crown Champion
- Ring of Honor
  - 1 fois ROH World Champion[57]
  - 1 fois ROH World Six-Man Tag Team Championship avec The Young Bucks
  - Catcheur de l'année 2017
- World Wrestling Entertainment
  - 2 fois Champion de la WWE
  - 2 fois champion Intercontinental de la WWE
  - 4 fois Champion par équipe de Raw - avec Drew McIntyre (1), Goldust (2) et Jey Uso (1)
  - 1 fois Champion par équipe de SmackDown - avec Jey Uso
  - 3 fois Champion du monde par équipe de la WWE - avec Hardcore Holly (1) et Ted DiBiase, Jr. (2)
  - Vainqueur du Royal Rumble en 2023 et 2024
  - 37e Triple Crown Champion
  - Slammy Award 2013 de l'équipe de l'année avec Goldust[124]
  - 1er au classement des 500 meilleurs catcheurs de l'année 2024 du Pro Wrestling Illustrated[125].
  - WWE Crown Jewel Champion 2024
  - Vainqueur du tournoi King of the Ring (2025)
- WhatCulture Pro Wrestling
  - 1 fois WCPW Internet Champion[126]

## Récompenses des magazines
- Pro Wrestling Illustrated
  - Catcheur qui s'est le plus amélioré de l'année (2008)

| Année | 2007 | 2008 | 2009 | 2010 | 2011 | 2012 | 2013 | 2014 | 2015 | 2016 |
| ----- | ---- | ---- | ---- | ---- | ---- | ---- | ---- | ---- | ---- | ---- |
| Rang  | 172  | 79   | 48   | 41   | 35   | 23   | 53   | 82   | 65   | 111  |
| Année | 2017 | 2018 | 2019 | 2020 | 2021 | 2022 | 2023 | 2024 |      |      |
| Rang  | 33   | 8    | 15   | 7    | 11   | 6    | 10   | 1    |      |      |

- Wrestling Observer Newsletter

| # | Résultat | Adversaire             | Évènement             | Date            | Durée | Lieu                                       | Notes                                                                                                   |
| - | -------- | ---------------------- | --------------------- | --------------- | ----- | ------------------------------------------ | --- |
| 1 | Victoire | Dustin Rhodes          | AEW Double Or Nothing | 25 mai 2019     | 22:28 | MGM Grand Garden Arena, Las Vegas, Nevada  | . |
| 2 | Défaite  | Sammy Guevara          | AEW Beach Break       | 26 janvier 2022 | 22:59 | Wolstein Center, Cleveland, Ohio           | Il s'agissait d'un Ladder Match où le Championnat TNT de la AEW de Rhodes était en jeu.                 |
| 3 | Victoire | Seth "Freakin" Rollins | Hell in a Cell (2022) | 5 juin 2022     | 24:10 | Allstate Arena, Rosemont (Illinois)        | Il s'agissait d'un Hell in a Cell Match où il catchait malgré une déchirure du muscle pectoral.         |
| 4 | Victoire | AJ Styles              | Backlash (2024)       | 4 mai 2024      | 27:20 | LDLC Arena, Décines-Charpieu, France       | Il s'agissait de la première défense de titre de Cody Rhodes en tant que champion incontesté de la WWE. |
| 5 | Victoire | John Cena              | SummerSlam (2025)     | 3 août 2025     | 37:45 | MetLife Stadium,East Rutherford,New Jersey | Il s'agissait d'un Street Fight match pour le titre de champion de la WWE détenu par John Cena          |

## Filmographie

### Télévision
| Années    | Séries                              | Rôle          | Notes                                                           |
| --------- | ----------------------------------- | ------------- | --------------------------------------------------------------- |
| 2009      | The Tonight Show with Conan O'Brien | Lui-même      | Épisode : Mike Tyson et Keith Berry                             |
| 2010      | Warehouse 13                        | Kurt Smoller  | Saison 2 épisode 8                                              |
| 2011      | Food Network Challenge              | Lui-même      | Saison 12 épisode 11                                            |
| 2014      | Surprise Surprise                   | Lui-même      | Épisode : Mothers Day Edition                                   |
| 2016-2018 | Arrow                               | Derek Sampson | Saison 5, épisodes 3 et 21 ; saison 7, épisodes 1, 2, 3, 6 et 7 |

### Cinéma
- 2025 : Y a-t-il un flic pour sauver le monde ? (The Naked Gun) de Akiva Schaffer : le barman

## Vie privée

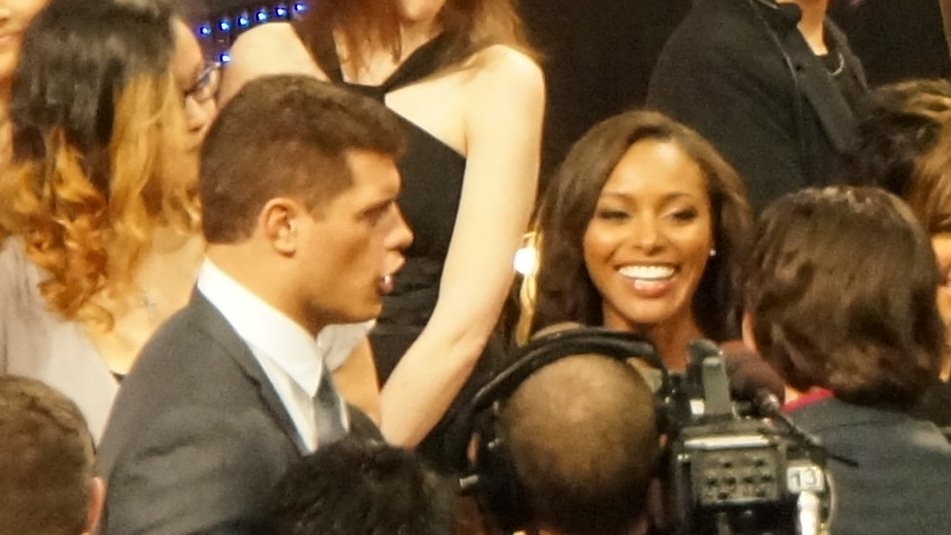
Cody Rhodes et sa femme Brandi Rhodes.

- Il est le demi-frère de Dustin Runnels.
- Le 31 mars 2007, son frère et lui intronisent leur père Dusty Rhodes au Hall of Fame de la WWE.
- En septembre 2013, il se marie avec Brandi Reed, connue pour avoir travaillé avec la World Wrestling Entertainment sous le nom d'Eden, où elle était annonceuse[134].
- Le 18 février 2021, sa femme Brandi annonce être enceinte de leur premier enfant, et le couple attend une petite fille[135]. Le 18 juin, Brandi et lui sont officiellement parents d'une petite fille prénommée Liberty[136].
- Son père, Dusty Rhodes, décède à l'âge de 69 ans en 2015[137].